# David Forsyth Panton
David Forsyth Panton, britanski general, * 9. junij 1892, London, Anglija, † 23. september 1976, Colchester, Essex, Anglija.